# Caffè Gambrinus

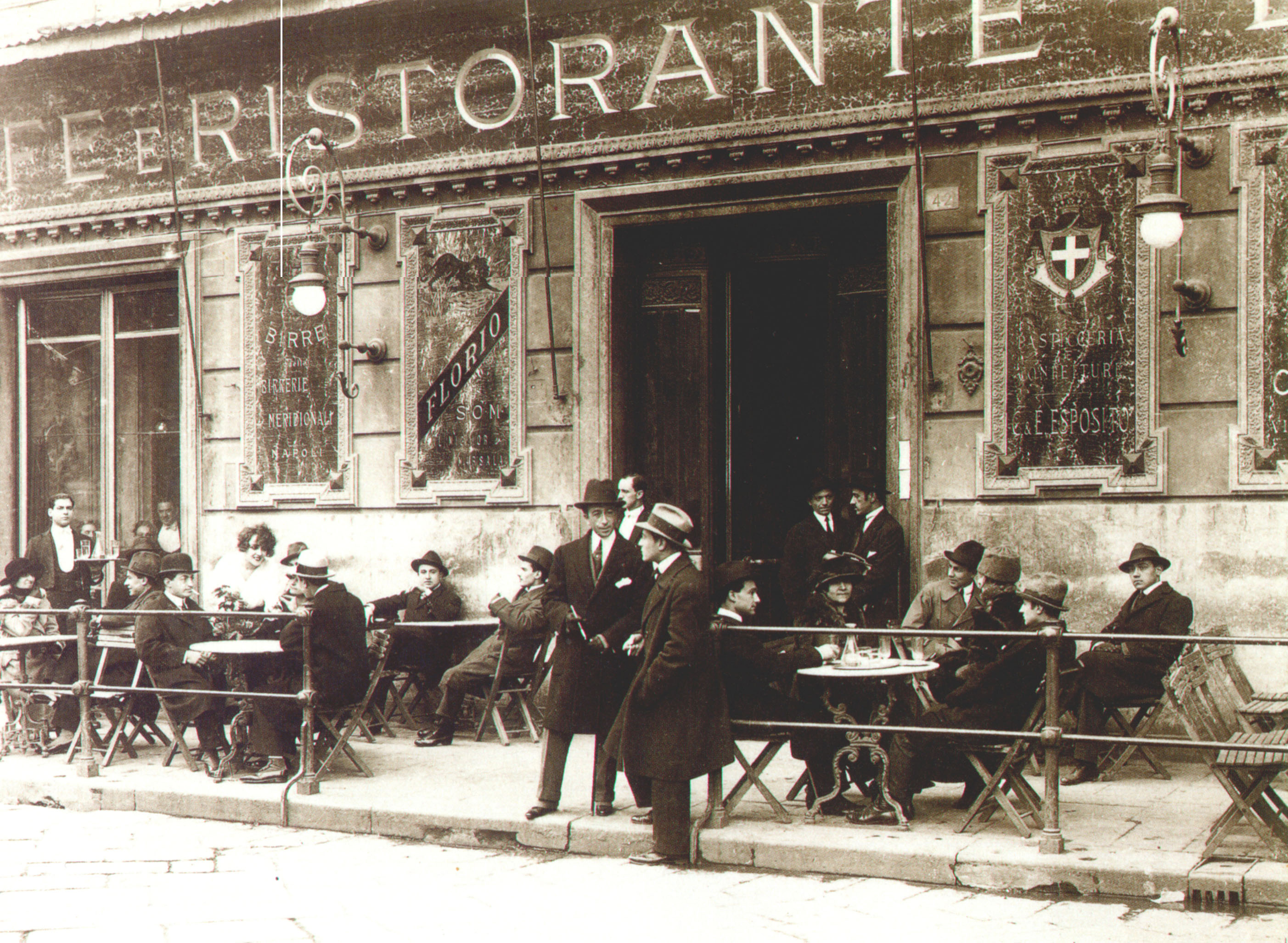
Foto storica del 1920

Il Gran Caffè Gambrinus è un locale di Napoli ubicato in via Chiaia. Il suo nome deriva dal mitologico re delle Fiandre Gambrinus, considerato patrono della birra. Il Gran Caffè Gambrinus rientra fra i primi dieci Caffè d'Italia e fa parte dell'Associazione Locali storici d'Italia.

## Storia e descrizione
Arredato in stile Beaux-Arts, conserva al suo interno stucchi, statue e quadri della fine dell'Ottocento realizzate da artisti napoletani. Tra queste vi sono anche opere di Gabriele D'Annunzio e Filippo Tommaso Marinetti.
Fondato nel 1860, dall'imprenditore Vincenzo Apuzzo, riscosse immediatamente un enorme successo e riscontro da parte della popolazione di ogni ceto, richiamata dall'opera di pasticceri, gelatai, e baristi, di cui si avvalse il suo fondatore; ciò, nello stesso tempo, gli procurò il riconoscimento per decreto di "Fornitore della Real Casa".
Dopo Apuzzo la gestione passò a Mario Vacca che negli anni 1889-1890, affidata la decorazione degli interni all'architetto Antonio Curri, per affrescare il locale chiamò gli artisti impressionisti napoletani: Luca Postiglione, Pietro Scoppetta, Vincenzo Volpe, Edoardo Matania, Attilio Pratella, Giuseppe Alberto Cocco, Giuseppe Casciaro, Luigi Fabron, Giuseppe Chiarolanza, Gaetano Esposito, Vincenzo Migliaro, Vincenzo Irolli e Vincenzo Caprile.

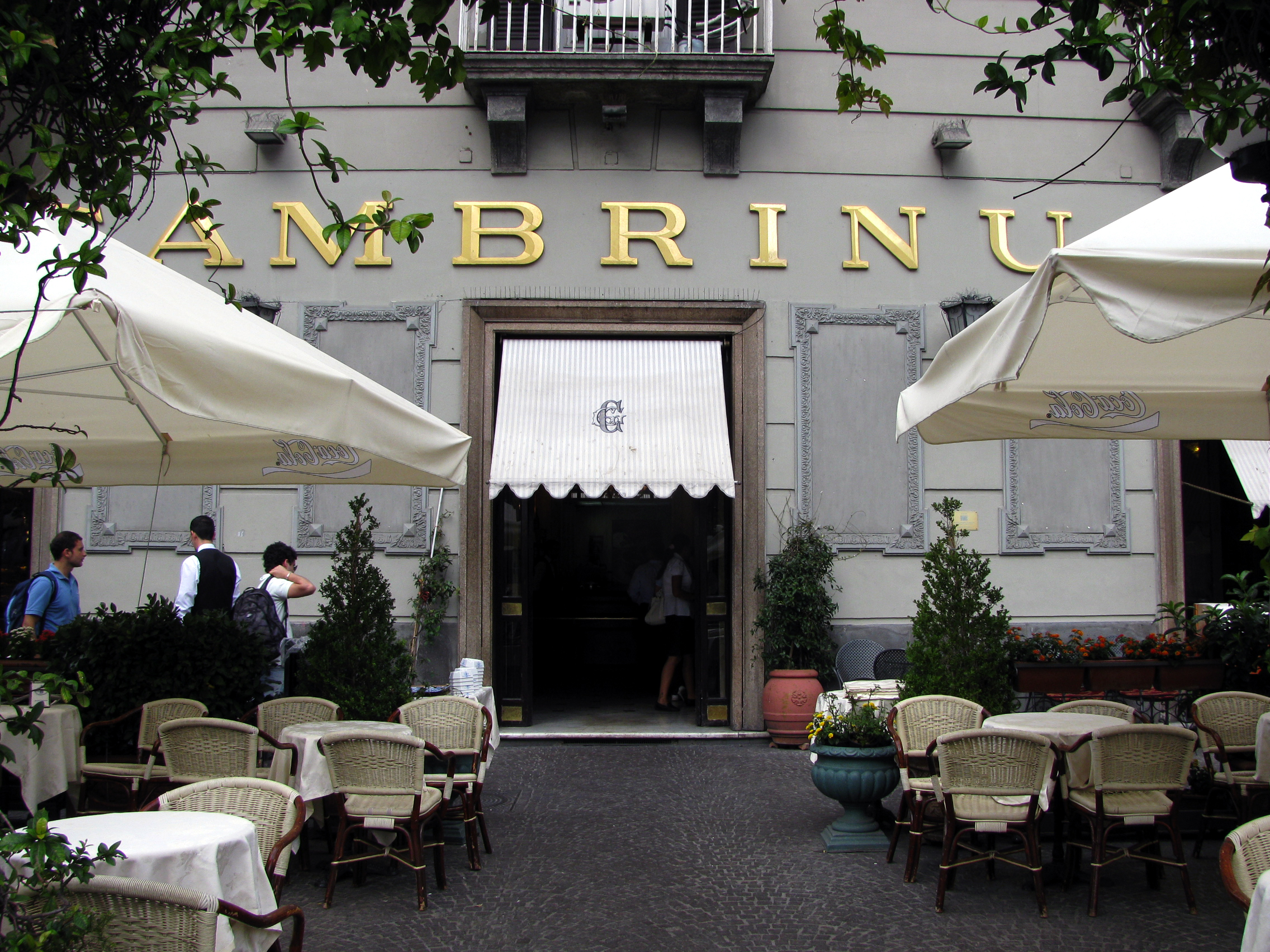
L'ingresso al bar

Negli anni della Belle Époque, personalità locali frequentavano le sale del bar per assistere al café-chantant. Dopo anni felici e spensierati, la sera del 5 agosto 1938 il prefetto Giovanni Battista Marziali ne ordinò la chiusura perché considerato luogo di ritrovo di antifascisti. Questa la ragione ufficiale: il vero motivo fu invece che la moglie del prefetto non riusciva a dormire a causa del frastuono proveniente dal caffè, sito al pianterreno dello storico Palazzo della Prefettura, sede della prefettura.
Gli ambienti che fino a quel momento erano stati del Gambrinus furono destinati ad ospitare il Banco di Napoli, fino a quando, nel 1952, l'imprenditore napoletano Michele Sergio riuscì a far riaprire i battenti, rioccupando parte delle sale, quelle che si affacciavano su via Chiaia. Su alcune porte interne della sala da tè vi è ancora l'effige e la scritta Banco di Napoli. La gestione venne portata avanti dai suoi figli Arturo e Antonio, i quali, dopo una controversia con il Banco di Napoli, riuscirono a recuperare i locali occupati dalla banca (ovvero le sale che affacciano su piazza Trieste e Trento e su piazza del Plebiscito).

## Personaggi illustri e ospiti famosi
Dalla Belle Époque in poi fu frequentato da personaggi storici: Gabriele D'Annunzio (il quale, secondo alcune fonti, avrebbe scritto ai tavolini del caffè la poesia A Vucchella, musicata poi da Tosti, su scommessa con il poeta e amico Ferdinando Russo), Benedetto Croce, Matilde Serao, Eduardo Scarpetta, Totò e i De Filippo, Ernest Hemingway, Oscar Wilde, Jean Paul Sartre, e numerosi altri.  Anche l'Imperatrice d'Austria Sissi nel suo viaggio a Napoli nel 1890 si fermò al Gambrinus.
Sostanzialmente riportato al suo antico splendore, è uno dei luoghi più frequentati di Napoli, sia dagli intellettuali che dai turisti. Negli ultimi anni è stato visitato dai presidenti della Repubblica; di questi sono passati Francesco Cossiga, Oscar Luigi Scalfaro, Carlo Azeglio Ciampi, Giorgio Napolitano e Sergio Mattarella.
Anche i presidenti del consiglio Romano Prodi e Silvio Berlusconi, la cancelliera tedesca Angela Merkel vi si sono fermati.

## Il Cafè Chantant
Sull'onda francese anche a Napoli verso la fine dell'Ottocento arrivò il café-chantant. Insieme al Salone Margherita, il Gambrinus fu uno dei ritrovi più frequentati dalla nobiltà napoletana.
Con il passare del tempo, nella versione napoletana del café-chantant si andò a delineare e a definire la figura della "sciantosa", personaggio principale del concerto (il termine deriva da una storpiatura in dialetto napoletano della parola francese chanteuse che letteralmente significa "cantante").

## Il caffè sospeso
Al Gran Caffè Gambrinus è nata, a partire dalla seconda metà dell'Ottocento la pratica del caffè sospeso che consiste nel lasciare un caffè pagato per le persone povere che non possono acquistarlo e concedersi il piacere di un caffè. Tale tradizione si è rinnovata in tempi di crisi proprio nel luogo in cui è nata. All'ingresso del bar ancora oggi è posizionata una caffettiera gigante in cui si possono lasciare gli scontrini "sospesi" (lasciati appunto dai clienti) in favore di chiunque ne avesse bisogno. Questa pratica si è diffusa anche negli Stati Uniti, dove sono nate iniziative simili a quella napoletana.

## Opere girate al Caffè Gambrinus
- Carosello Napoletano (1954)
- La volpe a tre zampe (2004)
- Donne sbagliate (2007)
- L'imbroglio nel lenzuolo (2009)
- I bastardi di Pizzofalcone (2017-in corso)
- Il commissario Ricciardi (2021-in corso)

## Curiosità
- È tradizione oramai che ogni 1º gennaio il Presidente della Repubblica Italiana, che in quei giorni dimora a Napoli, si rechi dal suo soggiorno di villa Rosebery al Gran Caffè Gambrinus per fare la prima colazione dell'anno.
- Il Gambrinus compare nel fumetto Dampyr (Sergio Bonelli Editore) nel numero 160 intitolato La Monaca.
- Il Gambrinus è il luogo dove il commissario Ricciardi, protagonista dei romanzi dello scrittore Maurizio De Giovanni, usualmente fa colazione.[8]
- Il Gran Caffè Gambrinus poté fregiarsi dell'ambito riconoscimento di "Fornitore della Real Casa".[9]